# Prolutacea pulsator
Prolutacea pulsator là một loài bọ cánh cứng trong họ Đom đóm (Lampyridae). Loài này được Cicero miêu tả khoa học năm 1984.